# PowerPC
PowerPC (или сокращённо PPC) — микропроцессорная RISC-архитектура, созданная в 1991 году альянсом компаний Apple, IBM и Motorola, известным как AIM.

## История
История PowerPC начинается с прототипа микросхемы 801, созданного в IBM в конце 1970-х на основе идей Джона Кока о RISC-архитектуре. Далее она была продолжена 16-регистровым дизайном IBM RT-PC в 1980-х годах, который в дальнейшем развился в архитектуру POWER, представленную RS/6000 в начале 1990-х. Дизайн POWER был основан на архитектуре предшествующих RISC-процессоров, таких как IBM 801, и архитектуре MIPS. Настоящий микропроцессор POWER, одно из первых суперскалярных воплощений архитектуры RISC, был высокопроизводительным и многоядерным. В IBM скоро поняли, что им требуется одночиповый дизайн, в котором не были бы воплощены некоторые инструкции POWER, чтобы линия процессоров RS/6000 включала решения всех уровней производительности, и работа над одночиповым микропроцессором POWER началась.
IBM предложила Apple сотрудничество в разработке семейства одночиповых процессоров, основанных на архитектуре POWER. Вскоре после этого Apple, как один из крупнейших заказчиков микропроцессоров класса настольных систем Motorola, попросила Motorola присоединиться к этому сотрудничеству. Apple считала, что Motorola, с её долгой историей работы с Apple, будет способна производить большее количество микропроцессоров, чем IBM. Этот тройственный союз стал известен как AIM, по первым буквам Apple, IBM, Motorola.
Для Motorola вступление в этот союз было чрезвычайно выгодным. Это позволяло им продавать хорошо протестированный и мощный RISC-процессор, не тратя денег на его разработку. У них также был крупный покупатель этих процессоров — Apple, и ещё один — потенциальный — в лице IBM, которая могла бы не производить свои младшие версии POWER, а покупать их у Motorola.
У Motorola уже был собственный RISC-процессор, 88000, продававшийся чрезвычайно плохо. Одной из причин его провала была плохая совместимость с предыдущей версией, популярной серией 68000, также использовавшейся в компьютерах Apple Macintosh. Основной же причиной была задержка вывода на рынок из-за проблем с разработкой и изготовлением, из-за чего Motorola упустила возможность успешно конкурировать с другими производителями.
Тем не менее, производство 88000 уже началось, и Data General продавал компьютеры на основе 88k. У Apple уже был работающий прототип компьютера с 88k. Было решено сделать новый одночиповый POWER-процессор совместимым по шине с 88000, что позволило бы Apple и Motorola начать продавать машины намного быстрее, не занимаясь переделкой материнских плат.
В результате сочетания всех этих требований появилась спецификация PowerPC (Performance Computing). В выигрыше были все:
- IBM практически бесплатно получила желанный одночиповый процессор;
- Apple получила один из самых мощных RISC-процессоров на рынке, а заодно бесплатную рекламу в виде имени IBM в публикациях;
- Motorola бесплатно получила современный чип RISC, помощь в дизайне которого оказывала ей IBM, и возможность продавать его множеству компаний — включая Apple и IBM.

В 1999 году IBM подписала договор с компанией Nintendo о поставке процессоров на основе архитектуры PowerPC, результатом которого стали процессоры Gekko (Nintendo GameCube), Broadway (Wii) и Espresso (Wii U).

## Основы архитектуры
PowerPC спроектирован в соответствии с принципами RISC, в рамках концепции возможна суперскалярная реализация. Существуют версии дизайна как для 32-, так и для 64-разрядных вариантов. Помимо базовых спецификаций POWER, PowerPC обладает:
- возможностью, отсутствующей в PowerPC G5, работать в двух режимах — big-endian и little-endian, переключаясь между режимами во время вычислений;
- однопроходными формами некоторых инструкций для вычислений с плавающей запятой, в добавление к двухпроходным;
- дополнительными инструкциями для вычислений с плавающей запятой, разработанными Кейтом Дифендорфом из Apple;
- обратной совместимостью с 32-разрядным режимом в 64-разрядных версиях;
- отсутствием некоторых особо специфических команд POWER, некоторые из которых могут эмулироваться операционной системой, если понадобятся.

## Процессоры PowerPC общего назначения
В процессорах PowerPC внутренняя шина выведена на поверхность чипа и соединена с мостом, который транслирует команды на другие шины, соединяющиеся с оперативной памятью, шиной PCI и так далее.
- 601 — MPC601 50 и 66 МГц
- 602 — потребительский (объединённая шина данных/адресов)
- 603/603e/603ev — для ноутбуков
- 604/604e/604ev — для рабочих станций
- 615 — специальная версия с ускоренной эмуляцией процессоров x86
- 620 — первая 64-битная реализация (степень интеграции — более 7 млн вентилей, 133 МГц)
- x704 BiCOMOS — воплощение PowerPC от Exponential Technologies
- 750 (PowerPC G3, 1997) 233 МГц и 266 МГц, 740, 745, 755
- 7400 (PowerPC G4, 1999) 350 МГц, 7410, 7450 с поддержкой AltiVec, SIMD-расширением спецификаций PPC
- 750FX, представленный IBM в 2001 и появившийся на рынке в начале 2002, с частотой 1 ГГц
- 970FX (PowerPC G5, 2003) 64-бит, основанный на IBM POWER4, оснащённом дополнительно VMX (AltiVec-совместимыми SIMD-расширениями), на частотах 1,4 ГГц; 1,6 ГГц; 1,8 ГГц; 2,0 ГГц и 2,5 ГГц
- Gekko — 485-МГц процессор на основе PowerPC 750CXe, использовался в игровых консолях Nintendo GameCube
- Broadway — 729-МГц процессор на основе PowerPC 750CXe. Разработан IBM совместно с Nintendo для игровой приставки Wii
- Espresso — 1243-МГц процессор, используется в игровых консолях Nintendo WiiU
- QorIQ от Freescale

## Процессоры на основе PowerPC
Процессоры Power PC также используются в многоядерных процессорах в качестве управляющих ядер, например:
- Kilocore — совместная разработка IBM и Rapport Inc;
- Cell — совместная разработка IBM, Sony и Toshiba;
- Xenon — 3,2-ГГц процессор разработки IBM для игровой приставки Xbox 360.